# Generosus Marquardt
Generosus Marquardt OFM (* 21. April 1896 in Hamburg als Bruno Jakob Karl Marquardt; † 7. November 1965 in Sigmaringen) war ein deutscher römisch-katholischer Theologe. Er gehörte der Thüringischen Ordensprovinz des Franziskanerordens (Thuringia) an.

## Leben
Nach dem Abitur am Hansa-Gymnasium Bergedorf 1914 trat Bruno Marquardt 1914 ins Franziskanerkloster Ottbergen ein, musste dann aber zunächst Kriegsdienst im Ersten Weltkrieg leisten; er wurde schwer verwundet und mit dem Eisernen Kreuz ausgezeichnet. Erst 1919 konnte er mit dem Noviziat im Kloster in Salmünster beginnen und erhielt den Ordensnamen Generosus. Anschließend studierte er Philosophie und Theologie in Gorheim und im Kloster Frauenberg in Fulda. Dort legte er 1922 die feierliche Profess ab. Am 5. April 1924 wurde er in Fulda zum Priester geweiht.
Die Ordensprovinz Thuringia bestimmte ihn zum Lektor zur Ausbildung des Ordensnachwuchses. Von 1924 bis 1927 studierte in Freiburg im Breisgau und 1928 in Tübingen. 1928 wurde er akademischer Lehrer für Theologie, Apologetik, Archäologie und Exegese auf dem Frauenberg, von 1929 bis 1931 absolvierte er ein Promotionsstudium in Tübingen und promovierte mit dem Thema Das Wunderproblem in der deutschen protestantischen Theologie der Gegenwart. Während seines Studiums wurde er 1931 Mitglied der AV Cheruskia Tübingen. Von 1931 bis 1940 war er als Lektor für Fundamentaltheologie auf dem Frauenberg tätig, von 1931 bis 1938 gleichzeitig Standortpfarrer in Fulda. Nach der Schließung des Klosters auf dem Frauenberg hielt er von 1940 bis 1946 theologische Vorträge und war Studentenseelsorger in Hannover, seit 1942 auch im Rahmen des Katholischen Bibelwerks, wo er als Referent und Autor mitwirkte. 1946 hielt er Vorträge in Göttingen und von 1946 bis 1949  in Wiesbaden. Als Lektor lehrte er dann von 1949 bis 1953 wieder Apologetik im Provinzstudienhaus in Gorheim. 1953 wurde er Seelsorger im Malteser-Kindererholungsheim Krauchenwies.
Er wurde 1960 mit dem Verdienstorden Pro Merito Melitensi Erster Klasse ausgezeichnet. Der Generalminister des Franziskanerordens, Augustin-Joseph Sépinski, ernannte Generosus Marquardt 1963 zum Lector jubilatus. Er ist auf dem städtischen Friedhof Sigmaringen begraben.

## Schriften (Auswahl)
- Das Wunderproblem in der deutschen protestantischen Theologie der Gegenwart. Hueber, München 1933, OCLC 493584463, (zugleich Dissertation, Tübingen 1933).
- Männergestalten um Jesus. 6 Skizzen für thematische Bibelstunden (= Bibelbrief. Band 26–30). Verl. Kath. Bibelwerk, Stuttgart 1939, OCLC 718934925.
- Das Kommen des Erlösers in die Welt. Bibelstundenskizzen. Verl. Kath. Bibelwerk, Stuttgart 1947, OCLC 73573648.
- Des Meisters Vorbild. Beiträge zum Jesusbild der Evangelien. Verl. Kath. Bibelwerk, Stuttgart 1948, OCLC 9882720.
- Die Bedeutung der natürlichen Gotteserkenntnis für Glaube und Wissenschaft. Ein Beitrag zur deutschen Hochschulfrage. Christliche Glaubensgewißheit. Verl. Parzeller, Fulda 1949, OCLC 251522024.